# エルスタル
エルスタル（Herstal）は、ベルギーの自治体。ワロン地域のリエージュ州に属し、すぐ近くをマース川が流れる。古くはエリスタル（Heristal、Héristal）と呼ばれたほか、英語風にハースタルとも表記される。
リエージュの北東5kmに位置するため、人口およそ60万人の「グレーター・リエージュ」の一部を構成している。自治体は旧来のミルモール、ヴォッタン、リエの各コミューンが合併して誕生したが、リエは現在のジュプレルと土地を分け合った。現在は大手銃器メーカーの工場があり、地域で雇用を創出している。

## 歴史

### メロヴィング朝とカロリング朝の黄金時代
マース川のほとり、地域資源にも恵まれたこの地には紀元前五千年紀から人が定住していた。ローマ時代が終わり、メロヴィング朝が勃興すると村落は軍事拠点となり、Heristalとして知られていた。トンゲレンとアーヘンをつなぐ街道はこの地でマース川を渡ったことから、交通の要衝でもあった。

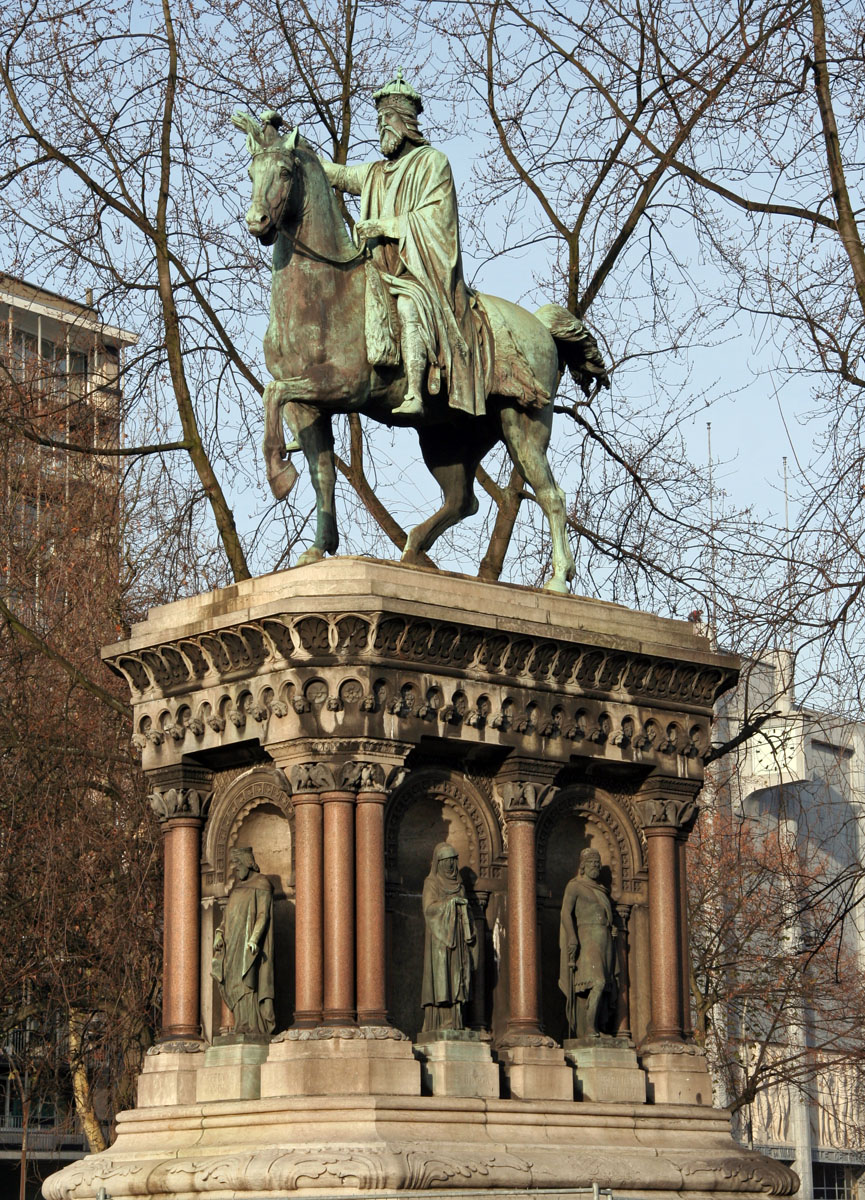
リエージュ中心部に建てられたカール大帝像。彫刻家のルイ・ジェオット（1803または1804 - 1884）によって1867年に作製された

メロヴィング王テウデリク3世のもとアウストラシアやネウストリアの宮宰を務めたピピン2世は、トンゲレン、マーストリヒト、リエージュなどの都市に近いこの地を居住地と定めた。彼はトゥール・ポワティエ間の戦いでの決定的勝利によりアラブ人の北西ヨーロッパへの侵略を阻んだカール・マルテルの父でもある。さらに、マルテルの孫のカール大帝もおそらくエルスタルで生まれ、最低でも15年は住んだとされる。しかし、カール大帝がアーヘンに中心地を移したのに伴い、帝国の中心都市としてのエルスタルの中世の栄光は終焉を迎えた。

### 中世から今日に至るまで
町は12世紀の終わりにブラバント公国の一部となった低ロタリンギア公国に組み込まれた。リエージュの間近に位置しながら、1740年に当時のベルゲンのジョルジュ＝ルイ司教がプロイセン王 フリードリヒ2世からこの地を買収するまでリエージュ司教領には属さなかった。その当時、町は主に陶芸、鍛冶、時計などの職人の町として知られていた。
19世紀に入ると、エルスタルは石炭と鉄鋼の街になった。1889年には国営軍需企業のファブリックナショナルがこの地で創業し、世界的に知られるようになったほか、バイクメーカーも相次いで創業した。第一次世界大戦中の1914年8月7日には侵攻したドイツ軍によって27人が殺され、10軒の家屋が壊された。

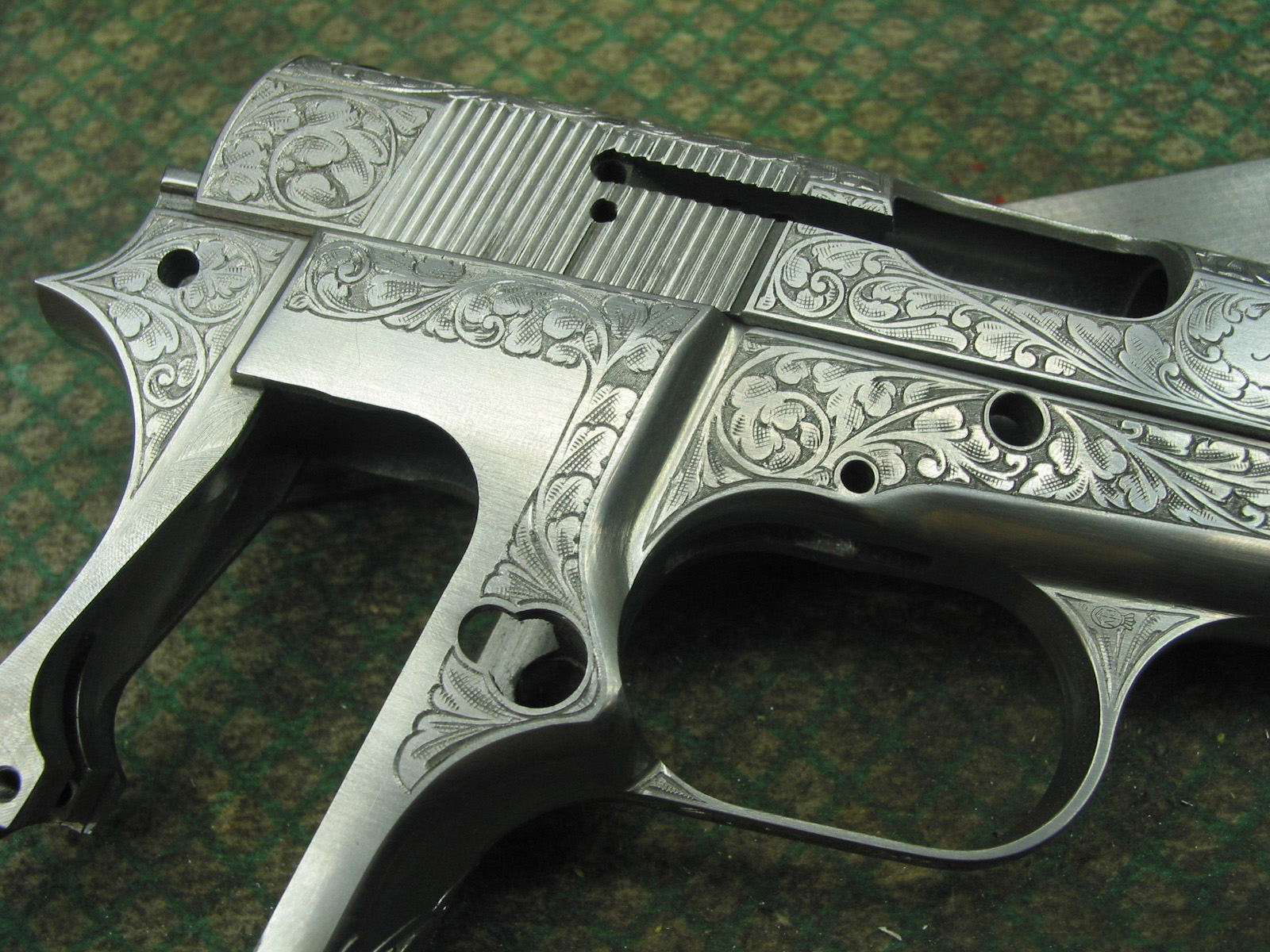
ファブリックナショナル社製の拳銃

第二次世界大戦後、重工業は長きにわたり不振にあえぎ、この地域の働き口も急速に減っていった。しかし今日、エルスタルの経済は復活を遂げ、欧州宇宙機関のロケット「アリアン」の精密部品を製造したテクスペース社など200以上の企業がある。

## 行政
| 自治体幹部 | 自治体幹部 |
| ---------- | --- |
| 市長       | フレデリク・デールデン (PS) |
| 副市長     | フランコ・イアネリ (PS) マルク・エーケン (PS) ジャン＝ルイ・ルフェーヴル (PS) クリスティアン・ラヴェルドゥ (PS) レオン・キャンプスティン (PS) アンドレ・ナモット (E.P.H.) イザベル・トムシン (PS) |

| 政党名    | %     | 2000年比 | 議席数 | 2000年比 | 党首                               |
| --------- | ----- | -------- | ------ | -------- | ---------------------------------- |
| PS        | 50,86 | -1,14    | 20     | -1       | アルベール・クレピン               |
| EPH (PSC) | 18,99 | +2,59    | 6      | +1       | ノルベール・ウェイテン             |
| MR (PRL)  | 14,14 | +3,24    | 4      | +1       | ジェニフ・モー                     |
| PTB       | 9,38  | +2,18    | 2      | 0        | ナディア・モスキュフォ             |
| ECOLO     | 6,62  | -2,28    | 1      | -1       | アン＝マリー・ムニエ＝バルタザール |

## 名所
1664年の建物内にある博物館には、先史時代やガロ・ローマ文化の出土品やファブリックナショナルのサンプル品といった地元製の工業製品のコレクションが展示されている。「ピピンの塔」の壁にはカール大帝の宮殿に使われていた建材が用いられていると考えられている。

## ゆかりの人物
- ピピン2世 - アウストラシア、ネウストリア、ブルゴーニュ宮宰
- カール・マルテル - フランク王国宮宰
- カール大帝 - フランク王、神聖ローマ帝国建国者（エルスタルで生まれたとされるが、真偽は不明）
- ジョン・ブローニング - アメリカの銃器設計者

## 姉妹都市
- カステルマウロ（イタリア）
- キルマーノック（イギリス）
- アレス（フランス）